# Gheorghe Moceanu
Gheorghe Moceanu (n. 1838, Orman, România – d. 1909) a fost un profesor de educație fizică din Transilvania și apoi din România, care a fost unul dintre pionierii activității sportive din România.
A predat gimnastica, scrima și dansurile populare în școlile românești și a contribuit în mod decisiv la introducerea practicării gimnasticii în școli și în armată, formând peste 40 de profesori de educație fizică pentru școlile statului și punând astfel bazele predării educației fizice în România.

## Biografie

### Formarea profesională
S-a născut în satul Orman (azi în județul Cluj) din provincia Transilvania stăpânită la acea vreme de Imperiul Austriac și a purtat inițial, potrivit lui Nicolae Iorga, numele maghiarizat de Mociari. Anul exact al nașterii sale este necunoscut: unii autori (Cristian Bârsu într-un studiu din 2014) susțin că s-ar fi născut în 1835, în timp ce alți autori (Onoriu Chețianu, Traian Bocu, Octavian Vidu, Cristian Bârsu într-un studiu din 2007) consemnează că s-a născut în 1838. A urmat liceul la Gherla și Blaj, apoi a studiat pedagogia la Budapesta. A fost în tinerețe artist la circ, efectuând acrobații la trapez, dar a căzut în timpul unui spectacol și și-a rupt un picior, fiind nevoit să renunțe la acrobațiile de circ. S-a întors apoi în Transilvania și s-a stabilit la Cluj, unde a predat exercițiile fizice și dansurile populare la liceele confesionale catolic, reformat și unitarian.

### Promovarea educației fizice
Neputând să-și facă un rost în provincia sa natală, a traversat Carpații în Vechiul Regat în 1862, fiind sprijinit de istoricul V. A. Urechia și de generalii Ioan Emanoil Florescu și dr. Carol Davila. El a ocupat, prin concurs, postul de maestru de gimnastică și scrimă la liceele „Matei Basarab” și „Sfântul Sava” din București, precum și la Colegiul Național Carol I din Craiova, predând această disciplină începând din 1863 până la sfârșitul secolului al XIX-lea și punând bazele educației fizice în România.
Gheorghe Moceanu era adeptul sistemului german de gimnastică al lui Friedrich Ludwig Jahn, care susținea că exercițiile fizice colective au scopul de a regenera vigoarea fizică a națiunii. Până când a terminat instruirea primilor studenți capabili să își desfășoare activitatea profesorul Moceanu a fost singurul instructor de gimnastică din România, celelalte cursuri fiind predate de subofițeri sau de pompieri. La sugestia sa, generalul Ioan Emanoil Florescu, ministrul de război, a emis „Ordonanța asupra instrucțiunei gimnasticei prin corpuri și stabilimente militare”, care a legiferat introducerea obligatorie a cursurilor de gimnastică în armată în 1863 și a stat la baza introducerii cursurilor de educație fizică în programa școlară în 1864. Profesorul Moceanu a predat apoi cursuri de gimnastică și scrimă la Școala Militară de Ofițeri și, din 1868, la Societatea Centrală Română de Arme, Gimnastică și Dare la Semn („Tirul”), formând peste 40 de profesori de educație fizică pentru școlile statului, printre care Nicu Velescu, Simion Petrescu și Andrei Bagov. El a elaborat programa școlară pentru predarea gimnasticii și a organizat concursuri școlare.
A desfășurat în paralel o intensă activitate publicistică, scriind 12 cărți începând cu Cartea de gimnastică cu figuri în text (1869). Acestea au fost menite să popularizeze și să explice exercițiile de gimnastică, au beneficiat de recenzii favorabile și au atras interesul unor personalități culturale proeminente precum Bogdan Petriceicu Hasdeu. Împreună cu Carol Davila, a fondat gruparea de tineret Micii dorobanți, care promova dezvoltarea fizică și pregătirea militară a tineretului, precum și trezirea conștiinței naționale. A colaborat, printre alții, cu generalul Ion Emanuel Florescu și cu V. A. Urechia și a fost sprijinit chiar de regele Carol I. În ciuda acestui sprijin, organizația a intrat după câțiva ani în declin din cauza lipsei de înțelegere a oamenilor politici aflați atunci la conducerea statului, care fuseseră „crescuți aproape toți în ideologia filozofiei individualiste”. Moceanu a susținut cu tărie introducerea educației fizice în școlile de fete, principalul său argument fiind că o mamă bolnavă nu putea naște decât copii bolnăvicioși.

### Promovarea dansurilor populare românești
El a fost responsabil, de asemenea, pentru introducerea dansurilor populare în curricula orelor de gimnastică; ele au rămas un aspect distinctiv al acestora. Jocurile populare au continuat să facă parte din programul educațional, deși după 1918, sistemul german a fost înlocuit cu cel suedez, conceput în funcție de nevoile individului. Împreună cu câțiva elevi, a efectuat mai multe turnee în străinătate pentru a prezenta dansurile românești și portul național: la Paris (1878), Roma (1882), Madrid (1884), Calcutta (1886), New York, Cleveland și Chicago (1893), publicându-și impresiile în cartea Călătoriile mele prin Europa, Asia, Africa și America. Era întotdeauna bucuros să participe la serbările naționale, fără a solicita să fie plătit, fiind mulțumit doar că nu a fost uitat.

## Meritele profesorului Moceanu
Istoricul Nicolae Iorga, care, în general, nu era pasionat de atletism, l-a amintit în cartea Oameni cari au fost (1911), numindu-l „gimnasticul Moceanu”, și a scris un necrolog laudativ, în timp ce Alexandru I. Șonțu (1862–1941) a compus un poem în memoria lui. Profesorul Constantin Kirițescu (1876–1965), unul dintre organizatorii învățământului românesc interbelic, a scris următoarele: „Moceanu a dezvoltat o activitate neobosită și entuziastă, de adevărat apostol al unei idei noi. Predând toate felurile de gimnastică, scrimă și – cu deosebită dragoste – dansurile populare românești, el a reușit să propage în cercuri largi gustul pentru exercițiile gimnastice, a atras o mulțime de tineri și a creat o pleiadă de elevi și continuatori”.
Cu toate acestea, numele lui a fost în mare parte uitat. În anul 1939, cu ocazia comemorării a trei decenii de la moartea lui Moceanu, prof. dr. Onoriu Chețianu (1906–1979), medic sportiv, antrenor și colaborator apropiat al prof. dr. Iuliu Hațieganu, a publicat studiul 100 de ani de la nașterea lui Gheorghe Mocianu – primul educator fizic român (Tipogr. „Cartea Românească”, Cluj, 1939), care fusese prezentat în cadrul Seminarului (Catedrei) de Pedagogie al Universității din Cluj și tipărit într-o broșură, în care scotea în evidență că Moceanu „a deschis drumuri noi educației tineretului român” și că, potrivit acestuia, gimnastica era „un excelent mijloc de educație și nicidecum un simplu exercițiu pentru întărirea mușchilor”. Autorul studiului constata cu regret că Moceanu, care „fusese atât de cunoscut și iubit altă dată”, „s-a strecurat în lumea uitării”. Profesorul Kirițescu l-a menționat apoi în cartea Palaestrica – o istorie universală a culturii fizice (1943), unde a afirmat: „cu Moceanu începe o nouă etapă a organizării învățământului, gimnasticii în școli și armată, a pregătirii de profesori și societăți”.
Personalitatea lui Gheorghe Moceanu și meritele sale au mai fost prezentate de Nușa Demian în cartea Clujeni ai secolului 20 – dicționar esențial (2000), de Dorin Almășan în articolul „Un ilustru precursor – Gheorghe Moceanu” din cartea Spirale II (Repere sentimentale) (2002) și în cartea Homo sapiens – Homo ludens (Ed. Grinta, Cluj-Napoca, 2007) și de Cristian Bârsu în articolele publicate în revista Palestrica Mileniului III (nr. 19 și 28, 2006–2007).

## Evocări sentimentale

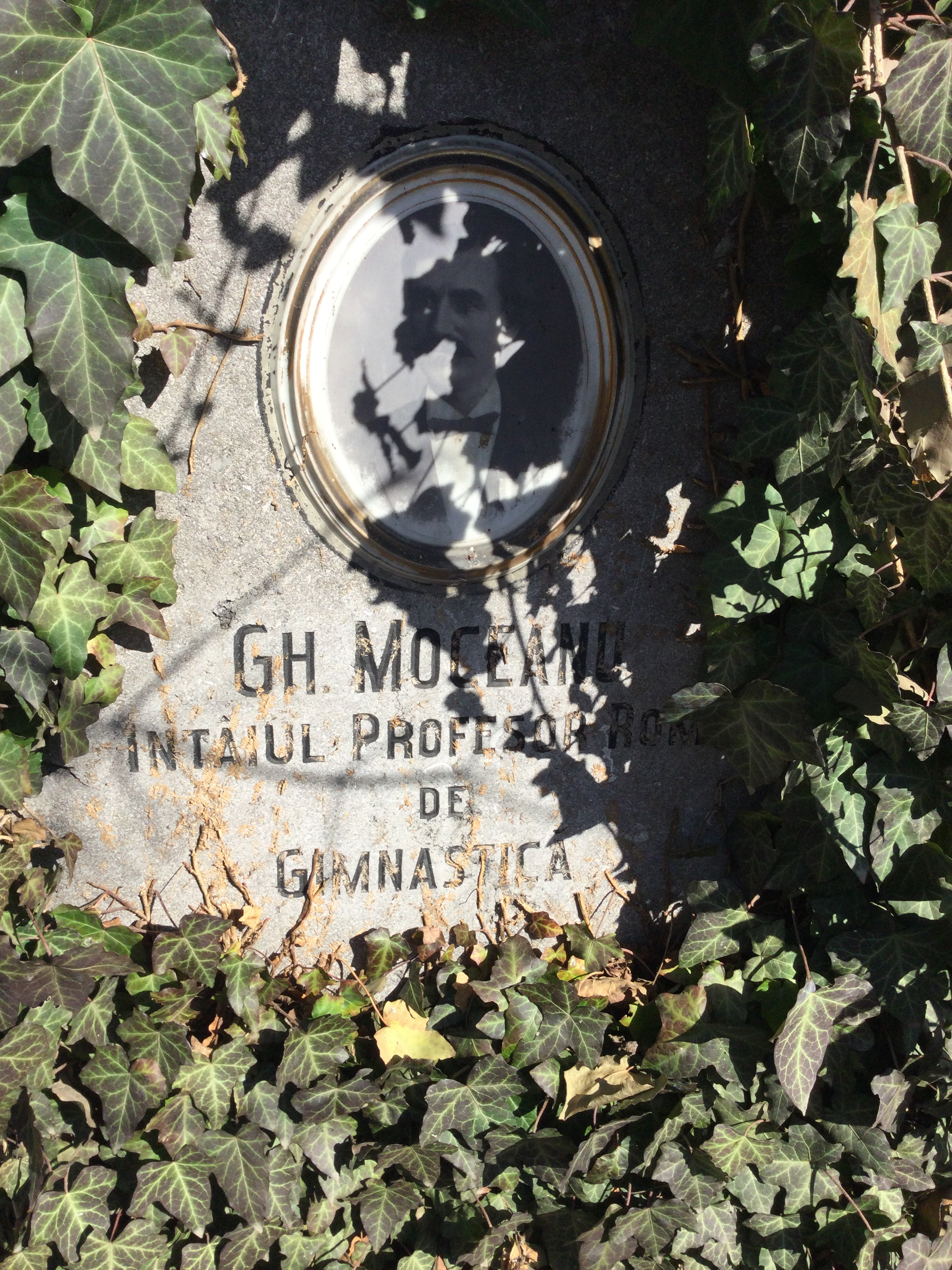
Mormântul său de la Cimitirul „Sfânta Vineri” din București

Personalitatea profesorului Gheorghe Moceanu a fost descrisă de istoricul Nicolae Iorga (1871–1940) în articolul „Gimnasticul Moceanu”, publicat la 22 septembrie 1909 și inclus în cartea Oameni cari au fost (vol. I, Tipografia „Neamul Românesc”, Vălenii de Munte, 1911, pp. 369–370):
| “ | [...] el s-a așezat la noi pentru a îndeplini o operă pe care, după ideile și puterile lui, a și săvârșit-o. A dat o întreagă pleiadă de gimnastici îndrăzneți, eroici, de artiști de echilibristică, și mândria lui era să-i poată arăta și străinătății, smulgându-i aplauzele. A înțeles însă și valoarea danțului popular, și până la sfârșit avea o mare bucurie să-l joace în mijlocul tineretului pregătit de dânsul. Astfel învățământul lui are și o însemnătate actuală. [...] Nu numai o figură, dar și un om de bine, acest reprezintant, dintre cei din urmă, al ardelenilor veniți pentru a deschide la noi, cu orice preț, drumuri noi. | ” |

Teologul și scriitorul Gala Galaction (1879–1961) a evocat personalitatea lui Gheorghe Moceanu, care i-a fost profesor de gimnastică la Liceul „Sfântul Sava”, într-un articol omagial intitulat „Maestrul de gimnastică”, în care îl descrie astfel:
| “ | Era scund de stat, purta plete de poet, încă neatinse de promoroacă, și o mustață de mușchetar. Sprintenia lui făcea de ocară pe cel mai sprinten flăcău. Vorbea rar, apăsat, scandat și totdeauna ridicându-ne gândurile și sădind în noi doruri atletice. Venea din inima Ardealului și răspândea necontenit în juru-i sănătate și entuziasm. | ” |

Bătrânul profesor Moceanu folosea metode pedagogice vechi și era darnic la note, dar nu îngăduia indisciplina și-i pedepsea pe elevii zurbagii prin lovirea părintească cu o funie împletită, fără ca vreunul dintre ei (printre care s-ar fi aflat și viitorul om politic Take Ionescu) să-i poarte pică. Era admirat de elevii săi pentru agilitatea de atlet, pentru talentul de dansator, pentru cunoștințele de limbi străine și, mai ales, pentru entuziasmul său, depășindu-i în popularitate pe toți ceilalți profesori ai liceului. „Moceanu apare azi, în amintirea mea, din punct de vedere sufletesc, ca un fel de beau fixe, invariabil. Ceilalți profesori erau, după împrejurări, și triști, și veseli, și bine dispuși, și amărâți, și mai sănătoși, și mai bolnavi... Moceanu era fără schimbare sănătos, elastic, plin de voie bună!... Optimismul lui și rezistența lui, la presiunile vieții, erau maxime. [...] Nu l-am uitat și nu-l va uita nimeni, din câți l-au cunoscut”, afirma Galaction.
Activitatea pedagogică a lui Moceanu a fost evocată și de pianista și scriitoarea Cella Delavrancea (1887–1991), care i-a fost elevă la Pensionul de fete „Miller-Verghy” din București. În plus, Moceanu fusese profesor de gimnastică și al tatălui ei, dramaturgul și omul politic Barbu Ștefănescu Delavrancea (1858–1918). Cella Delavrancea își amintea în memoriile sale că Moceanu punea accent pe exercițiile la trapez și „ne încânta sfârșitul lecției, când, agățate pe mici trapeze ritmam cu picioarele elanul, învârtind zburătoarea în cerc mare, care ne ridica deasupra pământului”.
Numele profesorului Moceanu era celebru încă de la începutul secolului al XX-lea, după cum o dovedește menționarea sa de scriitorul Henri Stahl în romanul științifico-fantastic Un român în Lună (1914); astfel, ajuns la punctul de egală atracție între Pământ și Lună, cosmonautul român începe să facă o serie de acrobații în aerosfredel: „ridicai genunchii, îi cuprinsei cu brațele și așa, începui să mă dau peste cap în mijlocul odăii, apoi să mă sucesc în lături ca o sfârlează ori alte figuri gimnastice atât de extraordinare, încât ar fi rămas marți văzându-mă cel mai strașnic elev al lui Moceanu și Velescu la Tir, ori cel mai îndrăcit clovn al circului Sidoli”.

## Cinstirea memoriei sale
Numele lui Gheorghe Moceanu a fost în mare parte uitat în cursul timpului. Bustul lui din bronz, care se afla la colțul clădirii care adăpostea sediul Societății de tir și de gimnastică de pe malul râului Dâmbovița din București, dispăruse prin anii 1930, când Gala Galaction a scris despre fostul său profesor.
Organizația „Șoimii Carpaților”, fondată și condusă de medicul Iuliu Hațieganu, a intenționat în 1938 să construiască un monument dedicat profesorului Moceanu în satul natal Orman, dar nu a putut să-și materializeze proiectul din cauza izbucnirii celui de-al Doilea Război Mondial.
În semn de cinstire a memoriei sale, cu ocazia comemorării a 170 de ani de la nașterea lui Gheorghe Moceanu, au fost organizate serbări omagiale în satul Orman pe durata a două zile, sâmbătă 17 și duminică 18 mai 2008. Au avut loc demonstrații sportive susținute de sportivi ai Clubului Sportiv Municipal Cluj-Napoca și Clubului Sportiv Școlar „Viitorul” Cluj-Napoca, concursuri de fotbal, handbal, gimnastică, scrimă, arte marțiale și lupte libere, o paradă a portului popular și spectacole de dansuri folclorice și moderne. Cu ocazia acestor evenimente, școala din satul său natal a fost numită în onoarea lui și a fost dezvelită o placă memorială pe clădirea ei, iar unii invitați, printre care prof. dr. doc. Crișan Mircioiu, prof. univ. Dorin Almășan și dr. doc. Petru Derevenco, au rostit discursuri.
O stradă din apropierea sediului central al Televiziunii Române îi poartă astăzi numele.

## Cărți
- Cartea de gimnastică cu figuri în text (1869) – cu prefață de B.P. Hasdeu;
- Istoria, anatomia și higiena gymnasticei, dupe cei mai însemnați autori, cu figurele principale și textul esplicator al băilor și școalei de înotat (ed. a IV-a, Tip. Modernă, București, 1881);
- Cartea de gimnastică pentru uzul școlilor primare și secundare de fete (1882);
- Gimnastica populară rațională pentru uzul școalelor primare, secundare și superioare (1889) – în colaborare cu N. Velescu;
- Școala de patinaj și înot (1892);
- Memorii asupra gimnasticii și călătoriilor mele în Europa, Asia, Africa și America (1895; ed. a III-a, 1899).